# Bataille de la Withlacoochee
Seconde guerre séminole
Batailles
- Massacre de Dade
- Withlacoochee
- Wahoo Swamp
- Hatchee-Lustee
- Lac Okeechobee
- Caloosahatchee

La bataille de la Withlacoochee, également orthographiée Ouithlacoochie, est un affrontement de la seconde guerre séminole qui eut lieu le 31 décembre 1835.
Partie pour attaquer une place forte des Séminoles appelée the Cove of the Withlacoochee, une force combinée de miliciens conduits par le brigadier général et gouverneur du territoire de Floride Richard Keith Call et de réguliers sous les ordres du brigadier général Duncan Lamont Clinch s'est fait attaquer par des guerriers séminoles alors qu'ils tentaient de franchir la Withlacoochee. Au cours de l'affrontement, 4 soldats américains ont été tués et une soixantaine d'autres ont été blessés.